# (8493) Yachibozu
(8493) Yachibozu est un astéroïde de la ceinture principale.

## Description
(8493) Yachibozu est un astéroïde de la ceinture principale. Il fut découvert le 30 janvier 1990 à Kushiro par Masanori Matsuyama et Kazuro Watanabe. Il présente une orbite caractérisée par un demi-grand axe de 2,48 UA, une excentricité de 0,17 et une inclinaison de 3,1° par rapport à l'écliptique.

## Compléments